# مسابقه تلویزیونی (فیلم)
مسابقهٔ تلویزیونی (به انگلیسی: Quiz Show) فیلمی آمریکایی و محصول سال ۱۹۹۴ به کارگردانی و تهیه‌کنندگی رابرت ردفورد است. فیلم‌نامه آن را پل آتاناسیو بر پایهٔ کتاب خاطرات ریچارد گودوین به نام به یاد آوردن آمریکا نوشته‌است.